# Haus Röhrig

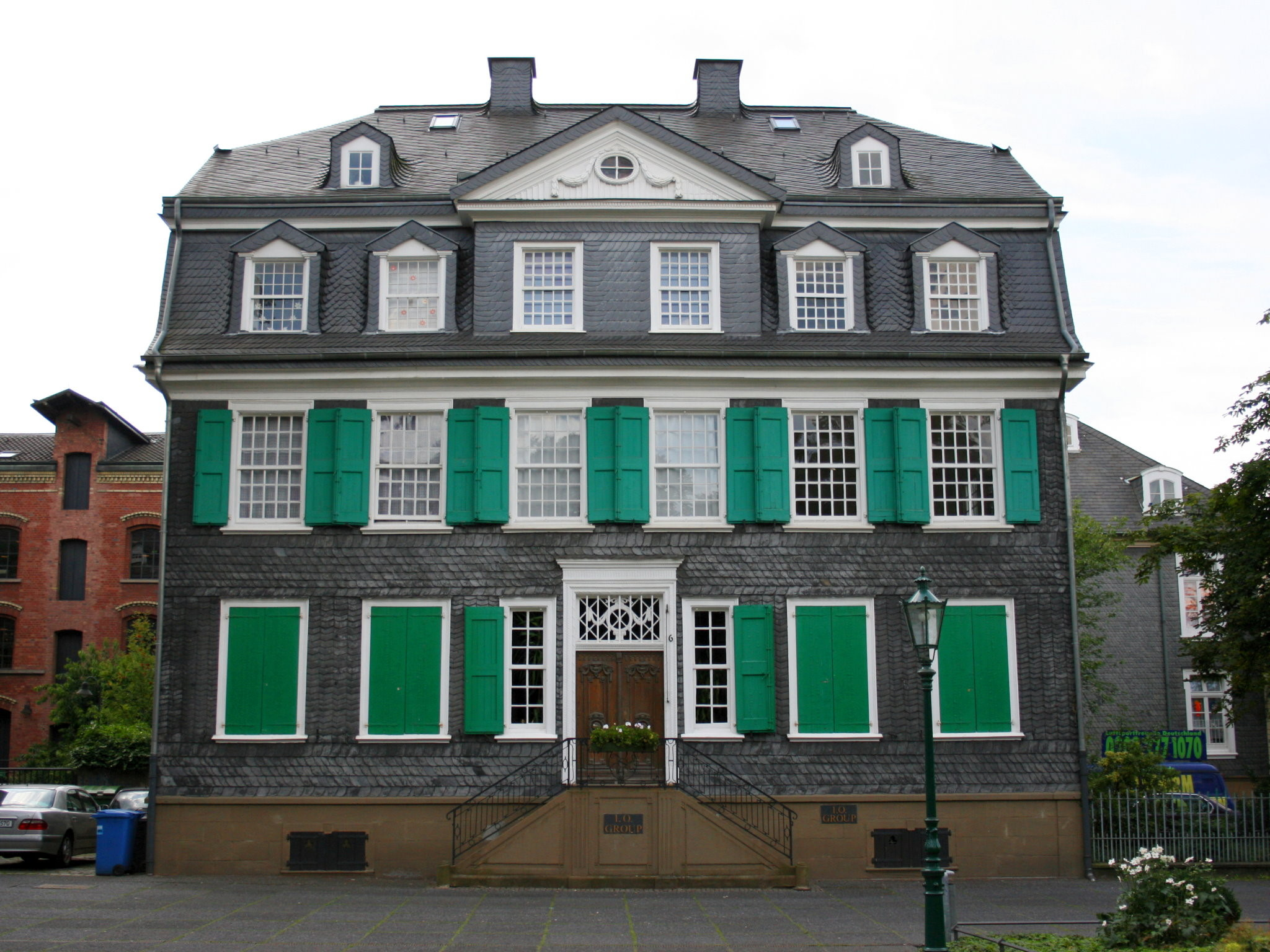
Haus Röhrig

Das 1789 erbaute zweigeschossige Haus Röhrig bildet zusammen mit Haus Barthels und Engels-Haus am Rande des Engelsgartens ein wichtiges städtebauliches historisches Gebäudeensemble des Historischen Zentrums, nahe der Friedrich-Engels-Allee in Wuppertal-Unterbarmen.
Das in der Stilrichtung des Übergangs von Barock zu Klassizismus erbaute Unternehmerwohnhaus weist Fassaden mit markanten Sprossenfenstern, Mansarddach und Mittelgiebel auf. Das Gebäude zählt zu den wertvollsten erhaltenen Bürgerhäusern der Zeit und ist damit ein Zeugnis für die Geschichte Barmens.
Das Gebäude ist vollständig seit dem 4. Juli 1984 als Baudenkmal geschützt.